# Dalian World Trade Center
Dalian World Trade Center (en chino tradicional, 大連世界貿易中心; en chino simplificado, 大连世界贸易中心; pinyin, Dàlián Shìjiè Màoyì Zhōngxīn) es un rascacielos de 50 pisos y 242 metros de altura completado en el año 2000, en Dalian, China.